# 土橋光廣
土橋 光廣（つちはし みつひろ、1933年1月2日 - ）は、日本の実業家。セイコーエプソン専務取締役、エプソンヨーロッパ代表取締役社長、エプソン販売代表取締役社長、ベーステクノロジー取締役会長、イーフォーシーリンク代表取締役社長・取締役会長を務めた。

## 略歴
長野県諏訪市出身。長野県諏訪清陵高等学校を経て、早稲田大学法学部卒業。1957年諏訪精工舎（現・セイコーエプソン）入社。「EPSON」の名称発案者であり、プリンター事業を手掛けた。1986年セイコーエプソン専務取締役。エプソンヨーロッパ代表取締役社長、エプソン販売代表取締役社長を歴任。1994年セイコーエプソン退社、ベーステクノロジー設立、取締役会長・取締役最高顧問。1998年イーフォーシーリンク設立、代表取締役社長・取締役会長。